# 賴亭君
賴亭君（1988年2月5日—），台灣前模特兒，藝名巧克力（前藝名Christina），讀於實踐大學應用外語系，經紀公司為伊林，現已退出演藝圈。
因參加Channel V節目《我愛黑澀會》成為其中美眉，原本取藝名Christina，但是該節目主持人陳建州認為太拗口，又覺得其膚色黝黑，因此叫她「巧克力」。現於中天綜合台節目《全民最大黨》中擔任悶鍋女郎一角，而後因外型與前總統陳水扁兒媳黃睿靚相似，因此模仿此一角色「黃叡靚」而爆紅。

## 作品

### 主持
- Channel V 
  - 《我愛黑澀會》
  - 《美眉普普風》
- 中天娛樂台
  - 《全民最大黨》（悶鍋女郎／模仿「黃叡靚」）
- 緯來綜合台
  - 《打擊出去》〈主審〉與陽帆共同主持 (2009/11/02～2010/01/11)
- 中視無線台
  - 《我猜我猜我猜猜猜》與Makiyo共同主持 (2010/05/29)

### 戲劇
- 2009年 台視、三立《敗犬女王》（飾演-馬丹娜)
- 2009年 華視、八大《海派甜心》（飾演-薛海的前女友Christina)
- 2011年 八大 《旋風管家》 (客串-婚禮顧問)
- 2011年 台視、八大《陽光天使》（飾演-甄珠)
- 2011年 HiHD《單數絕配》（飾演-趙如君)
- 2011年 華視、東森戲劇台 《真心請按兩次鈴》 (飾演 琳希)
- 2011年 八大、華視 《為愛固執》 (飾演 NICO)
- 2012年 台視 《巔峰時代》 (飾演 潘潘)
- 2012年 台視 《女人花》 (飾演 寧兒)
- 2012年 三立  《愛情女僕》(飾演 小鄭)

### 舞台劇
- 2011年 全民大劇團 《瘋狂電視台》 (飾演 巧巧)